# Notturno in Do minore op. post. (Chopin)
Il Notturno in Do minore op. post. (KK IVb/8) è una composizione di Fryderyk Chopin scritta presumibilmente nel 1827.

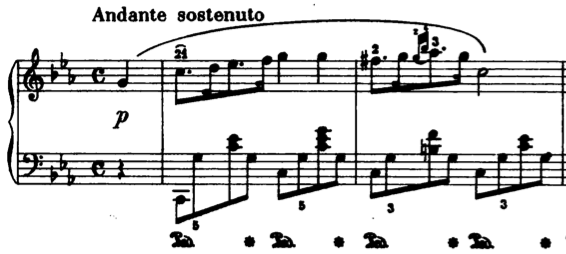
Battute iniziali del Notturno in Do minore

Vi sono pareri discordi sull'epoca di composizione di questo Notturno. Lo studioso Ludwik Bronarski, che lo pubblicò per primo a Varsavia nel 1938, riteneva che il brano appartenesse agli anni giovanili del compositore e che fosse la prima opera di questo genere da lui scritta Altri musicologi, come Hedley, ritengono invece che il brano debba risalire a dopo il 1831; egli si è basato sull'esame della carta su cui Chopin scrisse la musica, considerandola d'origine parigina, per cui la composizione dovrebbe essere successiva all'arrivo del musicista in Francia.
Da un esame della struttura e del tipo di scrittura del brano risulta però evidente che debba trattarsi di un'opera giovanile, forse di poco antecedente al Notturno in Mi minore scritto nel 1827. La composizione presenta incertezze e una struttura tematica ABB', modello mai più usato da Chopin nei Notturni; inoltre è piuttosto breve e molto semplice, pressoché priva di ornamentazioni, anche l'indicazione iniziale Andante sostenuto non fu apposta dall'autore, ma da Bronarski all'epoca della pubblicazione. La linea melodica è scarna, di sole quattro battute ripetute per quattro volte con variazioni di lievissima entità. Il secondo tema, nella tonalità di Fa minore, è esposto in sole dodici battute a cui segue un incerto e breve sviluppo che non ha funzione strutturale. Il Notturno si chiude con la riproposizione in Do minore del secondo tema. La piacevole e delicata linea melodica, che ha l'aspetto di un semplicissimo lied senza fioriture, preannuncia comunque quella che sarà la cantabilità, ricca di poesia, dei capolavori successivi